# طيران الهند المحدودة
شركة طيران الهند المحدودة هي شركة تم تشكيلها كشركة الطيران المدني الوطني الهند المحدودة من قبل حكومة الهند للإشراف على عملية دمج شركة طيران الهند والخطوط الجوية الهندية. تم تغيير اسم الشركة إلى الخطوط الجوية الهندية في 26 أكتوبر 2010. تم تأسيسها في 30 مارس 2007 وكانت مملوكة لحكومة الهند ومقرها في مبنى طيران الهند في ناريمان بوينت، مومباي. تم إنشاء الشركة لتسهيل دمج شركتي الطيران الرئيسيتين المملوكتين للدولة في الهند: Air India، مع شركتها الفرعية طيران الهند إكسبريس و الهندي (طيران)، إلى جانب شركتها الفرعية أليانس اير (الهند) (التي كانت تسمى Air India Regional لمدة 6 سنوات تقريبًا من 2011 إلى مارس 2017).

## بناء
عند الانتهاء من عملية الدمج في 26 فبراير 2011، أصبحت هناك الآن شركة طيران رئيسية واحدة، وهي طيران الهند، مع شركتين تابعتين (أليانس اير (الهند) وطيران الهند إكسبريس) تقدم خدمات إقليمية ومنخفضة التكلفة من نقطة إلى نقطة. تربط ناقلات AIL 93 وجهة (60 وجهة محلية و 33 دولية) في 24 دولة اعتبارًا من فبراير 2011.
الشركات التابعة هي شركة فنادق طيران الهند المحدودة، طيران الهند إكسبريس المحدودة، شركة طيران التحالف للخدمات المحدودة. في عام 2013، تم تقسيم الهندسة و البضائع التجارية إلى قسمين منفصلين التابعة للخطوط الجوية الهندية للخدمات الهندسية المحدودة (AIESL) في خدمات الهند النقل الجوي المحدودة (AIATSL).

## روابط خارجية
- الموقع الرسمي